# Ратайзер-Ротем, Симха
Симха Ротайзер-Ротем, псевдоним — Казик (пол.  Symcha Ratajzer-Rotem; 10 февраля 1924, Варшава, Польша — 22 декабря 2018) — один из участников восстания в Варшавском гетто, член Еврейской боевой организации, участник еврейского сопротивления во время Второй мировой войны, почётный гражданин Варшавы.

## Биография
Уже в сентябре 1939 года он потерял своего брата Исраэля и других членов семьи в результате бомбардировки польской столицы гитлеровской авиацией (сам 15–летний Симха был ранен). После оккупации Польши стал узником Варшавского гетто.
Симха Ротайзер-Ротем был членом молодёжной сионистской организации Акиба и Еврейской боевой организации. Во время восстания в гетто находился в отряде Ханоха Гутмана, был связным между сражающимися бойцами гетто и отрядами, действовавшими за его пределами. 1 мая 1943 года перебрался за пределы гетто, чтобы вступить в контакт с отрядом, руководимым Ицхаком Цукерманом.
После подавления восстания в ночь с 7 на 8 мая перебрался на территорию гетто для поиска оставшихся в живых бойцов Еврейской боевой организации. В ночь с 9 мая на 10 мая вместе с польскими рабочими канализационной службы вывел через канализацию за пределы гетто отряд в составе около 30 человек. Этот отряд скрылся в лесах около города Ломянки близ Варшавы.
В августе 1944 года Симха Ротайзер-Ротем участвовал в Варшавском восстании в составе еврейского отряда Армии людовой. В январе 1945 года он был отправлен вместе с Ириной Гольблюм в Люблин, чтобы установить связи с временным польским правительством.
После войны Симха Ротайзер-Ротем принимал участие в деятельности подпольной организации Бриха. В ноябре 1946 года перебрался в Палестину, где поселился в Иерусалиме, работал в сфере промышленности и торговли.
Издал и отредактировал несколько книг воспоминаний о Варшавском гетто, с 1963 года он входил в комиссию музея «Яд ва–Шем» по выявлению и награждению Праведников народов мира. Был почётным директором Музея восстания в варшавском гетто в кибуце Яд–Мордехай (названного в честь руководителя восстания Мордехая Анелевича). В апреле 2008 года принял участие в праздновании 65-й годовщины восстания в Варшавском гетто.

## Награды
- Орден Возрождения Польши 1 степени;
- Орден Заслуг перед Республикой Польша 5 степени;
- Золотая медаль Войска Польского.